# Assumpta Montellà
Assumpta Montellà i Carlos (Mataró, 1958) es una historiadora y escritora catalana.

## Reseña biográfica
Nacida en Mataró el año 1958, estudió Historia. Ha desarrollado la mayor parte de su obra en lengua catalana. Su primer libro, La Maternidad de Elna es uno de los libros más vendidos en Cataluña, motivo por el cual ha sido traducido al castellano y al chino, y se ha hecho una adaptación teatral, una adaptación para televisión y otra cinematográfica. El séptimo camión relata la desaparición en los últimos días de la Guerra Civil de un camión cargado de oro, se convirtió también en un éxito de ventas, hecho que demuestra la reimpresión de cuatro ediciones en ocho meses y la traducción de la obra al francés. El año 2012 publicó El silencio de los telares, que recoge una serie de historias de mujeres y niñas y de su vida en las colonias textiles catalanas durante la revolución industrial. En 2014 presentó su libro 115 días en el Ebro, que describe el día a día de la batalla del Ebro a partir de testimonios de soldados que participaron en el enfrentamiento más cruento de la guerra civil española.

## Polémicas
En 2010, Montellà fue acusada de plagio por su libro Contrabandistes de la libertad. Posteriormente, en 2015, Assumpció Estivill también acusó a Montellà de utilizar indebidamente varios de sus trabajos, así como los de otros autores, en la obra Lletraferides. Después de que Estivill anunciase acciones legales, la editorial Ara Llibres acabó retirando del mercado la obra sobre las bibliotecarias catalanas.

## Obras
- La Maternidad de Elna (La Maternitat d'Elna (Ara Llibres, 2005)[4]
- El séptimo camión. El tesoro perdido de la república (El setè camió. El tresor perdut de la República) (Ara Llibres, 2007)[5]
- Contrabandistas de la libertad (Contrabandistes de la lliberta)t (Ara Llibres, 2009)
- Arte y guerra. Destrucción, espolio y slvaguarda del patrimonio durante la guerra civil: el ejemplo de Mataró (Art i guerra. Destrucció, espoli i salvaguarda del patrimoni durant la guerra civil: l'exemple de Mataró) (Institut Municipal d'Acció Cultural, 2010)
- Elisabeth Eidenberg. Más allá de la Maternidad de Elna (Elisabeth Eidenbenz. Més enllà de la Maternitat d'Elna) (Ara Llibres, 2011)
- Pa, crosta i molla. La guerra civil vista por las mujeres de les Garrigues (Pagès editors, 2011)
- El silencio de los telares (El silenci dels telers). Ser mujer en las colonias textiles catalanas (Ara Llibres, 2012)[6]
- 115 días en el Ebro. El sacrificio de la quinta del biberón (115 dies a l'Ebre. El sacrifici d'una lleva) (Ara Llibres, 2014)
- Lletraferides. La història de les nostres bibliotecàries (Ara Llibres, 2015).